# Dicranomyia parvistigmata
Dicranomyia parvistigmata är en tvåvingeart som först beskrevs av Alexander 1980.  Dicranomyia parvistigmata ingår i släktet Dicranomyia och familjen småharkrankar.
Artens utbredningsområde är Ecuador. Inga underarter finns listade i Catalogue of Life.